# Королевский музей Онтарио
Королевский музей Онтарио (англ. Royal Ontario Museum, ROM) — канадский музей, расположенный в городе Торонто провинции Онтарио. Крупный канадский культурный и естественно-исторический музей, а также пятый по величине музей Северной Америки. Коллекция музея включает более 6 млн предметов и свыше 40 галерей. Музей известен своими коллекциями динозавров, искусства Ближнего Востока, Африки и Восточной Азии, европейской и канадской истории. В музее также часто организуются выставки.

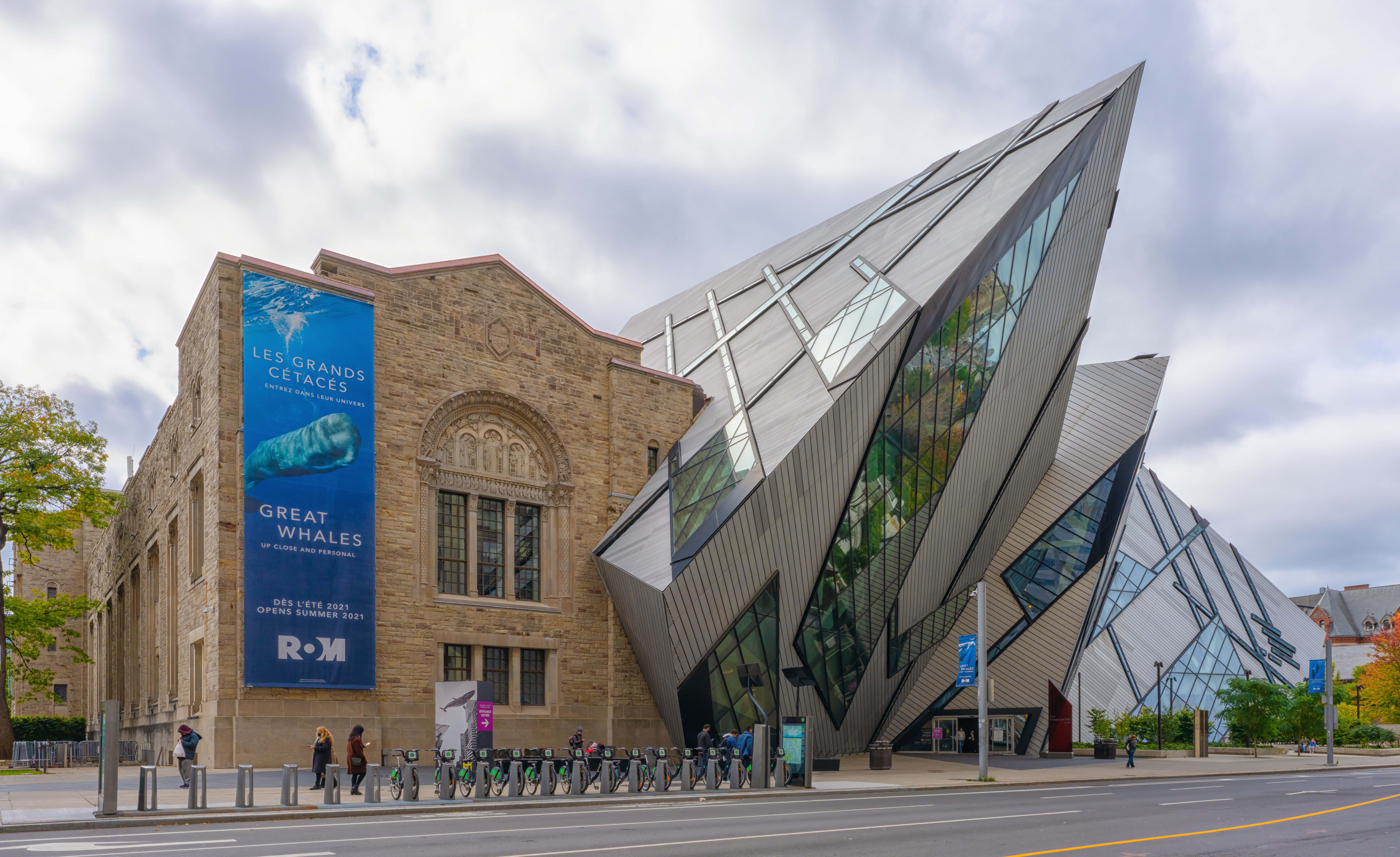
Восточный фасад здания Королевского музея Онтарио (построено в 1933 году).

Музей находится на углу Блур-Стрит и Авеню-Роуд, к северу от Парка Королевы (Квинс-Парк) и к востоку от Философской аллеи в Торонтском университете.
Музей был основан в 1857 году как Музей естественной истории и изящных искусств при Нормальной школе. В 1912 году правительством провинции Онтарио было принято Постановление о королевском музее Онтарио. До 1968 года музеем управлял Торонтский университет, затем он стал самостоятельным учреждением, однако до настоящего времени он поддерживает тесные связи с университетом, нередко обращается за помощью к его экспертам или предоставляет свои ресурсы для исследований.